# Eudemo de Rodes
Eudemo de Rodes (em grego:  Εὔδημος) foi um antigo filósofo grego, considerado o primeiro historiador da ciência, que viveu aproximadamente de 370 a 300 a.C. Ele foi um dos alunos mais importantes de Aristóteles, e mais tarde editou os trabalhos de seu professor e tornou-os mais acessíveis. O sobrinho de Eudemo, Pasicles, também foi creditado com a edição das obras de Aristóteles.

## Vida
Eudemo nasceu na ilha de Rodes, mas passou grande parte de sua vida em Atenas, onde estudou filosofia na Escola Peripatética de Aristóteles. A colaboração de Eudemo com Aristóteles foi duradoura e próxima, e ele era geralmente considerado um dos mais brilhantes alunos de Aristóteles: ele e Teofrasto de Lesbos eram regularmente chamados não de "discípulos" de Aristóteles, mas de seus "companheiros" (em grego clássico: ἑταῖροι).
Aparentemente Teofrasto foi o mais ilustre dos dois, continuando os estudos de Aristóteles em uma ampla gama de áreas. Embora Eudemo também tenha conduzido pesquisas originais, seu forte estava em sistematizar o legado filosófico de Aristóteles, e em uma inteligente apresentação didática das idéias de seu professor. Autores posteriores, que escreveram comentários sobre Aristóteles, usaram com frequência o trabalho preliminar de Eudemo. É por esta razão que, embora os escritos de Eudemo não tenham sobrevivido até o presente, muitas citações e testemunhos a respeito de seu trabalho são conhecidos, e assim é possível reconstruir uma imagem dele e de sua obra.
Aristóteles, pouco antes de sua morte, em 322 a.C., designou Teofrasto como seu sucessor como chefe da Escola Peripatética. Eudemo então retornou a Rodes, onde fundou sua própria escola filosófica, continuou sua própria pesquisa filosófica, e continuou editando o trabalho de Aristóteles.

## Historiador da ciência
Por insistência de Aristóteles, Eudemo escreveu histórias da matemática e da astronomia gregas. Embora apenas fragmentos destas tenham sobrevivido, incluídos nos trabalhos de autores posteriores, seu valor é imenso. Porque os autores posteriores usaram os escritos de Eudemo, ainda somos informados sobre a história e o desenvolvimento da ciência grega. Em seus escritos históricos, Eudemo mostrou como o conhecimento e as habilidades conhecidos por primitivos como os egípcios e os babilônios, eram apropriados pelos gregos, dotados de uma base teórica e incorporados a uma construção filosófica coerente e abrangente.
- No que diz respeito à sua História da Aritmética (em grego clássico: Άριθμητικὴ ἱστορία), temos apenas um mínimo de informação: há apenas um trecho, dizendo que Eudemus menciona a descoberta pelos pitagóricos de que é possível conectar intervalos musicais com números inteiros.
- A História da Geometria de Eudemo (em grego clássico: Γεωμετρικὴ ἱστορία) é mencionada por muitos outros escritores, incluindo Proclo, Simplício e Papo de Alexandria . Sabemos por meio deles que o livro tratava do trabalho de Tales de Mileto, dos pitagóricos,  de Enopides de Quios e de Hipócrates de Quios, dentre outros. Entre os tópicos discutidos por Eudemo estavam a descoberta de teoremas geométricos e construções (sistematizadas nos dias de Eudemo por Euclides, em seus Elementos ), e os problemas clássicos da geometria grega, como a quadratura do círculo e a duplicação do cubo.
- Sabemos muito sobre a História da Astronomia de Eudemo (em grego clássico: Άστρολογικὴ ἱστορία), a partir de fontes como Theon de Smirna, Simplício, Diógenes Laércio, Clemente de Alexandria e outros. Com base nesses dados, podemos reconstruir com alguma precisão as descobertas astronômicas que foram feitas na Grécia entre 600 e 350 a.C., bem como as teorias que foram desenvolvidas naquele período em relação à Terra, aos eclipses solares e lunares, aos movimentos dos corpos celestes, etc. Filósofos e astrônomos estudados por Eudemo incluem Tales, Anaximandro, Anaxímenes, Enopides, Eudoxo e outros.

Duas outras obras históricas são por vezes atribuídas a Eudemo, mas sua autoria não é certa. Primeiro, ele teria escrito uma História da Teologia, que discutiu as idéias babilônicas, egípcias e gregas sobre as origens do universo. Em segundo lugar, diz-se que ele foi o autor de uma História de Lindos (Lindos é uma cidade na ilha grega de Rodes).
A Eudemo também é atribuído um livro com histórias milagrosas sobre animais e suas propriedades humanas (bravura exemplar, sensibilidade ética e afins). No entanto, como o caráter deste trabalho não se encaixa de forma alguma com a séria abordagem científica que é evidente das outras obras de Eudemus, geralmente se considera que Eudemo de Rodes não pode ter sido o autor deste livro e sim um outro Eudemo, visto que o seu nome era comum na Grécia antiga.

## Editor do trabalho de Aristóteles
Eudemo, Teofrasto e outros discípulos de Aristóteles cuidaram que a herança intelectual de seu mestre permanecesse acessível de forma confiável, registrando-a em uma série de publicações. Estas, foram baseadas nos escritos de Aristóteles, em suas próprias anotações de aula e em lembranças pessoais.
Assim, um dos escritos de Aristóteles ainda é chamado de Ética a Eudemo, provavelmente porque foi Eudemo quem editou (embora de maneira muito leve) este texto. Mais importante, Eudemo escreveu vários livros influentes que esclareceram as obras de Aristóteles:
- A Física de Eudemo (em grego clássico: Φυσικά) foi uma versão compacta e mais didática do trabalho homônimo de Aristóteles.
- Eudemo escreveu dois ou três livros sobre lógica:  Análises e Categorias, possivelmente o mesmo livro; e Sobre o discurso (em grego clássico: Περι λεξεως), que provavelmente expuseram as idéias de Aristóteles.
- Finalmente, um trabalho geométrico, Sobre o ângulo (em grego clássico: Περὶ γωνίας).

Uma comparação entre os fragmentos de Eudemo e suas partes correspondentes nos trabalhos de Aristóteles mostra que Eudemo era um professor talentoso: ele sistematizava os assuntos, deixa de lado as digressões que distraem do tema principal, acrescenta exemplos específicos para ilustrar afirmações abstratas, formula frases de efeito, e, ocasionalmente, insere anedotas para manter o leitor atento.